# 威斯康辛州州旗

威斯康辛州旗

威斯康辛州旗以藍色為底，中央為威斯康辛州州徽。此旗幟起初是在1863年為了作為該州軍團的戰旗而設計，並在1913年為該州以法律明定為州旗。為了與美國其他大多數藍底的州旗區別，1979年在旗幟中央的州徽上下分別加上了州名「威斯康辛」和「1848」的字樣，代表威斯康辛州於1848年加入美國。
在2001年由北美旗幟協會所進行的一項調查中，威斯康辛州州旗在美加共72幅旗幟中被評價為第65名。該協會認為美國許多州旗都以藍色為底而互相難以區別。在調查中，許多州旗都因為僅有州徽與字樣的單調設計而被給予較低的評價。

## 外部資料
- State of Wisconsin website （页面存档备份，存于）
  - Wisconsin State Symbols